# シャキール・オニール
シャキール・ラショーン・オニール（Shaquille Rashaun O'Neal, [ʃəˈkiːl] shə-KEEL; 1972年3月6日 - ）は、アメリカ合衆国・ニュージャージー州ニューアーク出身の元プロバスケットボール選手。現在はインサイド・ジ・NBAのスポーツアナリストである。
シャック（Shaq）の愛称で知られ、全盛期にはNBA史上最も支配的なプレイヤーと称され、歴代最高のセンターの一人と考えられている。巨漢の集まるバスケットボール選手の中でも、身長7ft1in（2.16 m）、体重が325pounds（147kg）と規格外の体格をもつ選手であり、NBA史上最も体重の重い選手である。

## 生い立ち
「Shaquille Rashaun（シャキール・ラショーン）」とは、アラビア語で「小さな勇士」という意味だと本人は語っている。
実の父ジョセフ・トーニーは高校時代からバスケットボールのスター選手で、シートン・ホール大学に進学したが薬物中毒で中途退学し、1972年12月には麻薬購入のために小切手を偽造した罪で連邦刑務所に収監された。そのため母ルシールは幼いオニールを連れ、フィリップ・ハリソンと再婚する。それから今日までオニールはフィリップを本当の父親と考えている（後に姿を現したトーニーはインタビュアーに「テレビでプレ・オールスターゲームを見るまで息子の行方が分からなかった」と話した。トーニーは1993年のオーランド・マジック対ニュージャージー・ネッツの試合後にオニールに会うだろうと語ったが、オニールは現れなかった。トーニーは2002年の時点でニューアークの施設に住んでいたが、オニールは彼に会う考えはないと語っている）。

## NBA

### オーランド・マジック
1992年のNBAドラフトでルイジアナ州立大学からオーランド・マジックに1巡目全体1位で指名されオニールはNBA入りを果たす。ルーキー・イヤーからバスケットのゴールをダンクシュートで2度も破壊（1度はリングをもぎ取りボードが粉々になった）するというパフォーマンスを見せ、改めてその怪物ぶりを示している（因みに両試合ともテレビで全米中継されていた。また、これが原因で現在のボードとリングの接合部は、過重を吸収するショックアブソーバー機能を持たせたバネ結合に改良された）。チームを41勝41敗と勝率5割に導いたものの1勝差でプレイオフ進出を逃した。新人王を受賞し、華々しいスタートを切った。
1993-94シーズン、ペニー・ハーダウェイがトレードでマジックに加入した。オニールを中心にマジックはチームとして機能し始め、球団初のプレイオフ進出を果たした。また、オフにはシャック・ディーゼルの名でラップのCDをリリースし、チームメートのアンファニー・ハーダウェイおよびニック・ノルティと共に映画『Blue Chips』に出演してハリウッドデビューを果たした。
1994-95シーズン、マジックに新たにホーレス・グラントが加わりオニールは毎試合インサイドを牛耳るようになり、前年逃した得点王の座についた。オニールとスーパースターに成長を遂げたハーダウェイとのコンビは「マジック・ジョンソンとカリーム・アブドゥル＝ジャバー以来の強力デュオ」といわれた。オニールはチームをイースタン・カンファレンス最高勝率に導き、プレイオフでのホームコートアドバンテージを獲得した。そしてチームを初のNBAファイナルへと進出させることに貢献した。だが、ファイナルではアキーム・オラジュワン、クライド・ドレクスラーを擁するヒューストン・ロケッツの前に1勝も出来ずに敗退した。オニールはオラジュワンにベテランとしての上手さを見せ付けられた。それでも復帰したばかりとはいえマイケル・ジョーダンのいるシカゴ・ブルズをカンファレンス準決勝で破りファイナルに出場したことはオニールに取って大きな経験となり、NBAにとっても新たな時代を予感させる出来事であった。
1995-96シーズン、28試合を欠場。その間にハーダウェイが目覚しい活躍を見せマジックは勝ち星を積み重ねていた。ハーダウェイがオニールを上回る契約をマジックと交わしていたこともあり、この辺りから二人の不仲が徐々に表面化し始める。チームは2年連続で地区優勝を果たしプレイオフで再びブルズと対戦したが、今回は全く歯が立たずに敗退、オフにフリーエージェントとなった。

### ロサンゼルス・レイカーズ

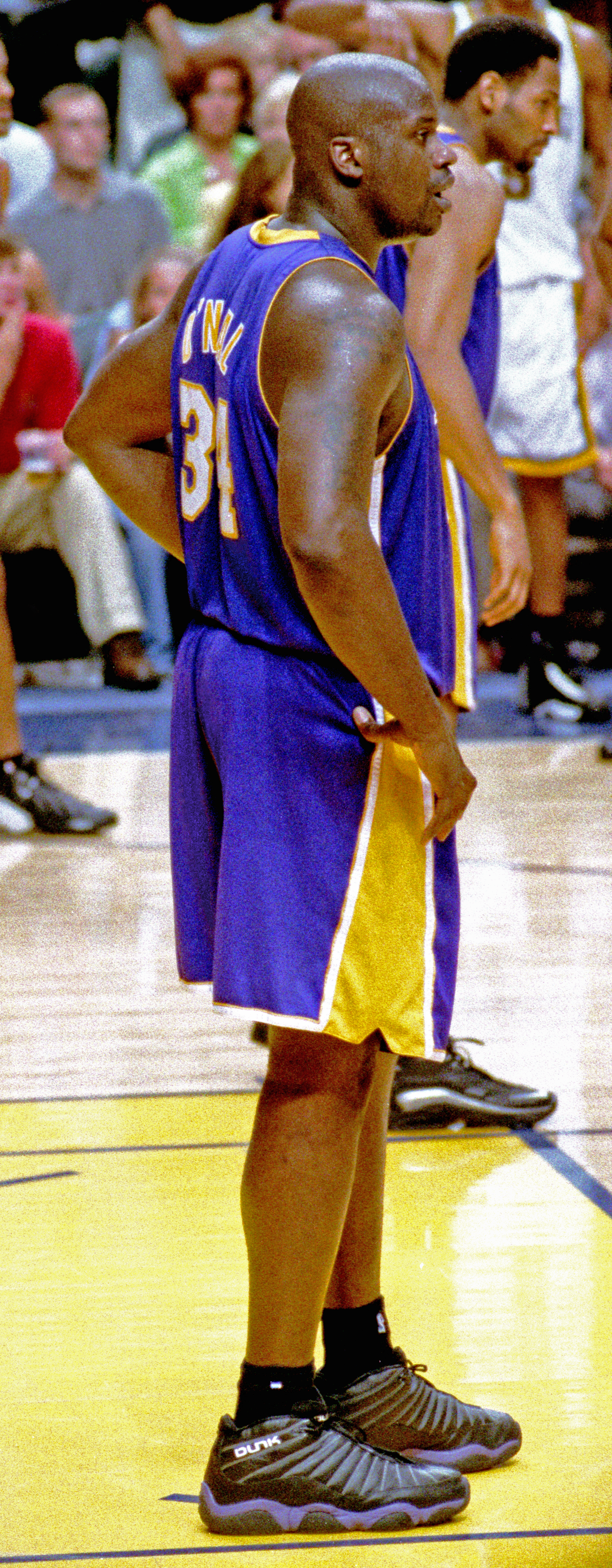
2000年のNBAファイナルのオニール

1996-97シーズン開幕前、ロサンゼルス・レイカーズとの7年総額1億2,000万ドルの契約に合意した（オニールは昔からレイカーズのファンだった）。レイカーズはオニールを含め複数のオールスター選手を抱えるチームだったが、オニールの唯我独尊のスタイルは相変わらずで、同じ年に入団したコービー・ブライアントとの確執も度々取り沙汰されるようになり、彼が移籍してから3年の間はファイナル進出はほど遠い状態だった。
1999-2000シーズン開幕前、チームがフィル・ジャクソンをヘッド・コーチに迎えるとレイカーズはオニールを主軸にトライアングル・オフェンスを布いて一気にウェスタンカンファレンス屈指の強豪へと生まれ変わった。オニール自身もチームプレーヤーへと変貌、このシーズンはチームを破竹の連勝に導きホームコート・アドバンテージを獲得し最終的にシーズン67勝15敗でフィニッシュ。プレイオフでは勝負強い試合運びを見せ、遂に念願のNBAチャンピオンとなる。オニールはこの年、レギュラー・シーズン、オールスター、ファイナル全てのMVPを独占している。

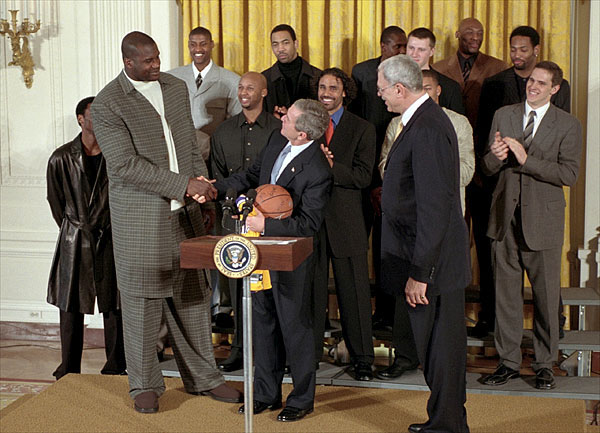
アメリカ合衆国第43代大統領ジョージ・W・ブッシュと握手を交わすシャキール・オニール（手前左） - 2002年1月28日, ホワイトハウスのEast Roomにて

2000-01シーズン、ホームコート・アドバンテージはサンアントニオ・スパーズに譲ったものの、プレイオフに入るとレイカーズはウェストの対戦相手をことごとく無敗で退け、最終的にこの年のプレイオフを15勝1敗という強さで乗り切り2連覇を果たした。オニールは2年連続でファイナルMVPに選ばれた。
2001-02シーズン、足の怪我の影響で15試合を欠場するが、プレイオフでは調子を上げまたもファイナルへ進出。フィル・ジャクソンに3度目のNBA3連覇（スリーピート）、初の4勝0敗でのファイナル勝利をもたらし、オニール自身も3年連続ファイナルMVPに選ばれた。3連覇達成は史上3チーム目（他はボストン・セルティックスとシカゴ・ブルズのみ）という偉業である。
2002-03、03-04シーズンはプレイオフに進出するも、それぞれカンファレンス準決勝、ファイナルで敗退してしまう。チームでは以前から噂が絶えなかったオニールとコービー・ブライアントの確執が一層騒がれるようになり、結局オニールはレイカーズを去った。オニールのトレードは、オフにFAとなるコービーが球団に「若い自分を採るか、オニールを採るか（これ以上オニールとプレーする気はない、彼が残るなら自分が出て行く）」と迫ったことによる、と言われている。

### マイアミ・ヒート

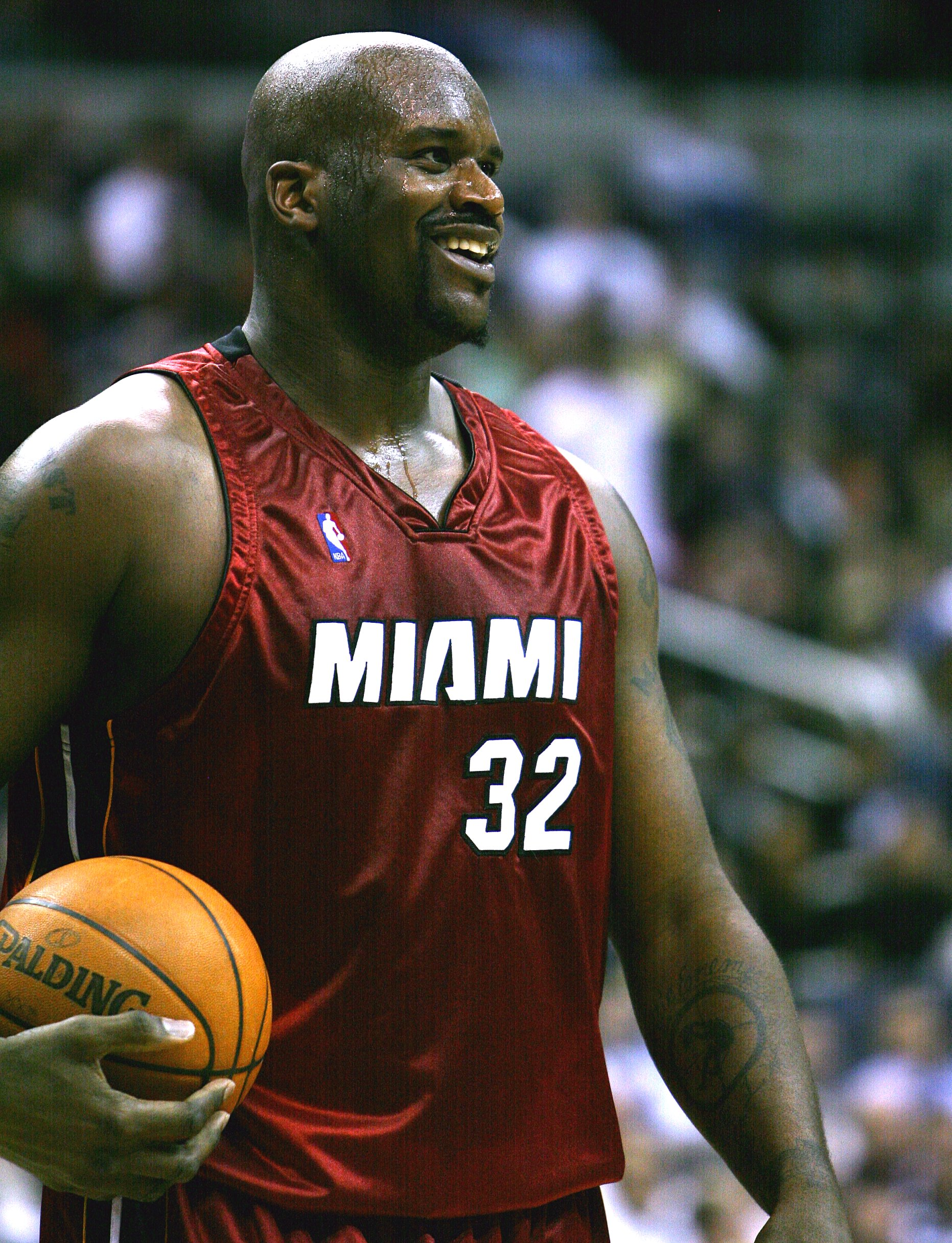
ヒートでのオニール (2007年)

2004-05シーズン、イースタン・カンファレンスのマイアミ・ヒートへと移籍、これにより東西の勢力図は大きく変化する。オニールはチームメイトでオールスターガードのドウェイン・ウェイドとともにヒートをイースタン最高の成績に導き、チームを一気に強豪へと押し上げた。シーズン後の2005年8月にヒートとの5年総額1億ドルの延長契約に合意した。
2005-06シーズン、プレイオフ開始前の下馬評は高くなかったが、デトロイト・ピストンズをカンファレンス決勝で破った後、ファイナルではダラス・マーベリックスと対戦、4勝2敗でチームを初優勝へと導き、自身4つ目のチャンピオンリングを手に入れた。ヒート移籍の前後から、以前のような圧倒的な支配力に陰りが見え始めたオニールだが、このシーズンはその衰えが数字にもはっきりと現れ、ルーキー時代から続いていたシーズン平均ダブル・ダブルが初めて途絶えたが、それでもオールNBAファーストチーム入りを果たし、リーグのトップセンターであることを証明した。
故障による欠場が多くなり始めた2006-07シーズンの出場試合数は僅か40試合に留まった。シーズン後半には復帰し、ウェイド不在という災難にも見舞われていたチームを牽引するも、プレイオフでは1回戦でブルズに4戦全敗で敗れた。シーズンの成績は初めて平均得点が20点台を割り、12年間続いていたオールNBAチーム入りも途絶えた。翌2007-08シーズン、ヒートの低迷の度合いは一層強まり、シーズン序盤から大きく負け越した。そしてシーズン途中の2月にショーン・マリオン、マーカス・バンクスとのトレードで、フェニックス・サンズへ移籍した。この背景には、2007年秋に夫人との離婚を申請したことなど、私生活における問題を抱えていたことや、パット・ライリーとの確執も影響している。
なお、ヒート入団時には「俺がこのチームを優勝させてやる」と発言し、それを実践してみせたが、退団時には「もうこれで、クリス・クインやリッキー・デイビスのような選手と一緒にプレーしなくて済む」と、ライリーを皮肉る発言をした。

### フェニックス・サンズ

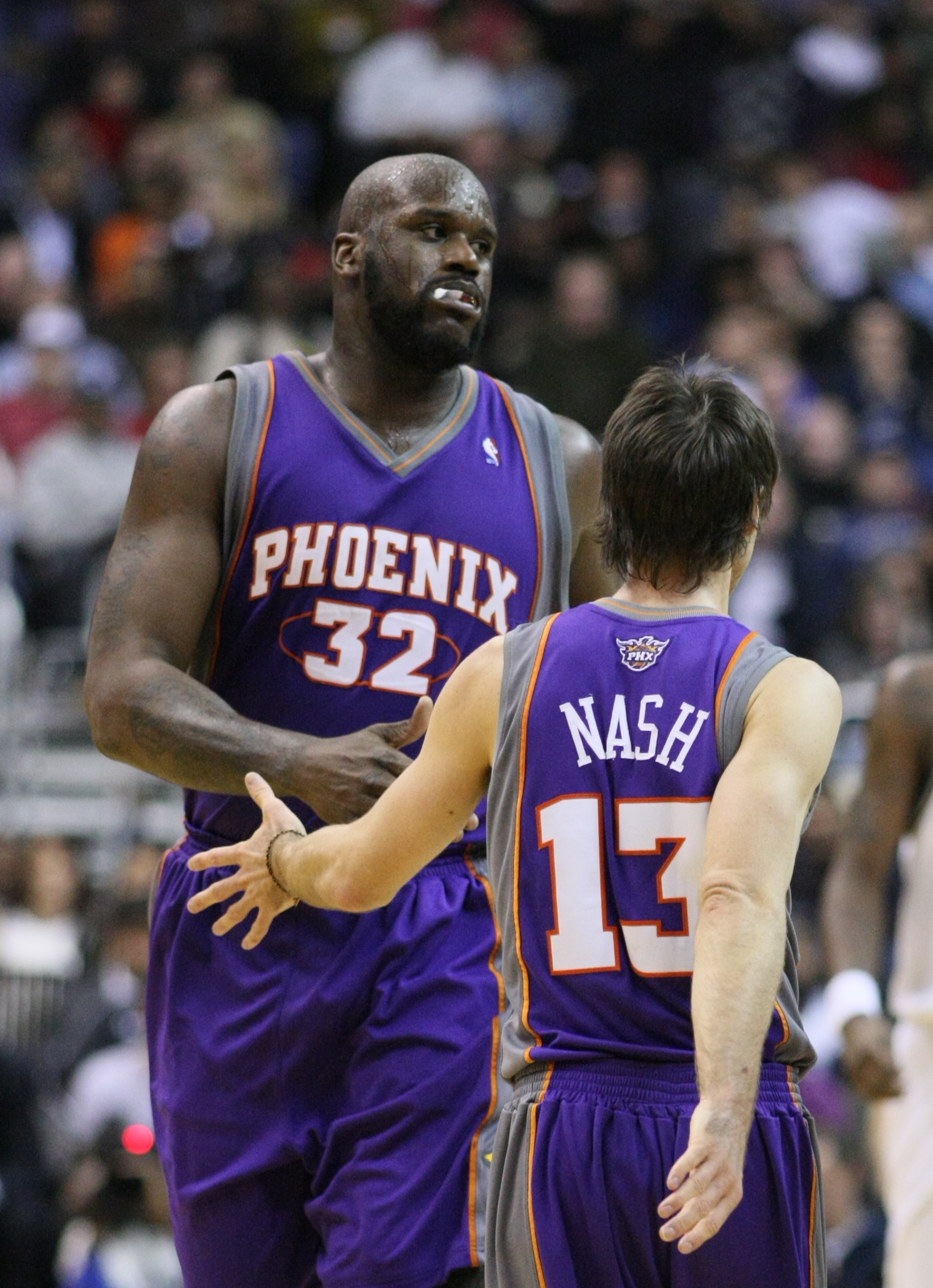
サンズ時代のチームメートのスティーブ・ナッシュとオニール

サンズに移籍。数年前にMVPの価値観を巡って舌戦を繰り広げ、不仲説が取り沙汰されていたスティーブ・ナッシュとの関係にも注目が集まった。移籍当初こそチームのスタイルとプレーがかみ合わずに負けが先行、チームも一時地区首位から転落するが、その後チームのスタイルとプレーがかみ合いだすとオニールも復調し、チームはプレイオフに進出。ただプレイオフ1回戦でチームはサンアントニオ・スパーズに敗れてしまう。
なお、2008-09シーズンはオールスターゲームに出場した際に11分間の出場ながらコービー・ブライアントと共にオールスターでは3度目となるMVPを受賞。かつてレイカーズ時代に不仲で知られた二人であったが、MVP受賞記者会見の後で抱き合うなど、関係が改善している様子が明らかになった。
2009-10シーズン、プレイオフ圏内に残れずシーズンを終了した。

### クリーブランド・キャバリアーズ
2009年6月25日にベン・ウォーレス、サーシャ・パブロビッチ、2010年のドラフト2巡目指名権、金銭とのトレードでクリーブランド・キャバリアーズへ移籍した。

### ボストン・セルティックス

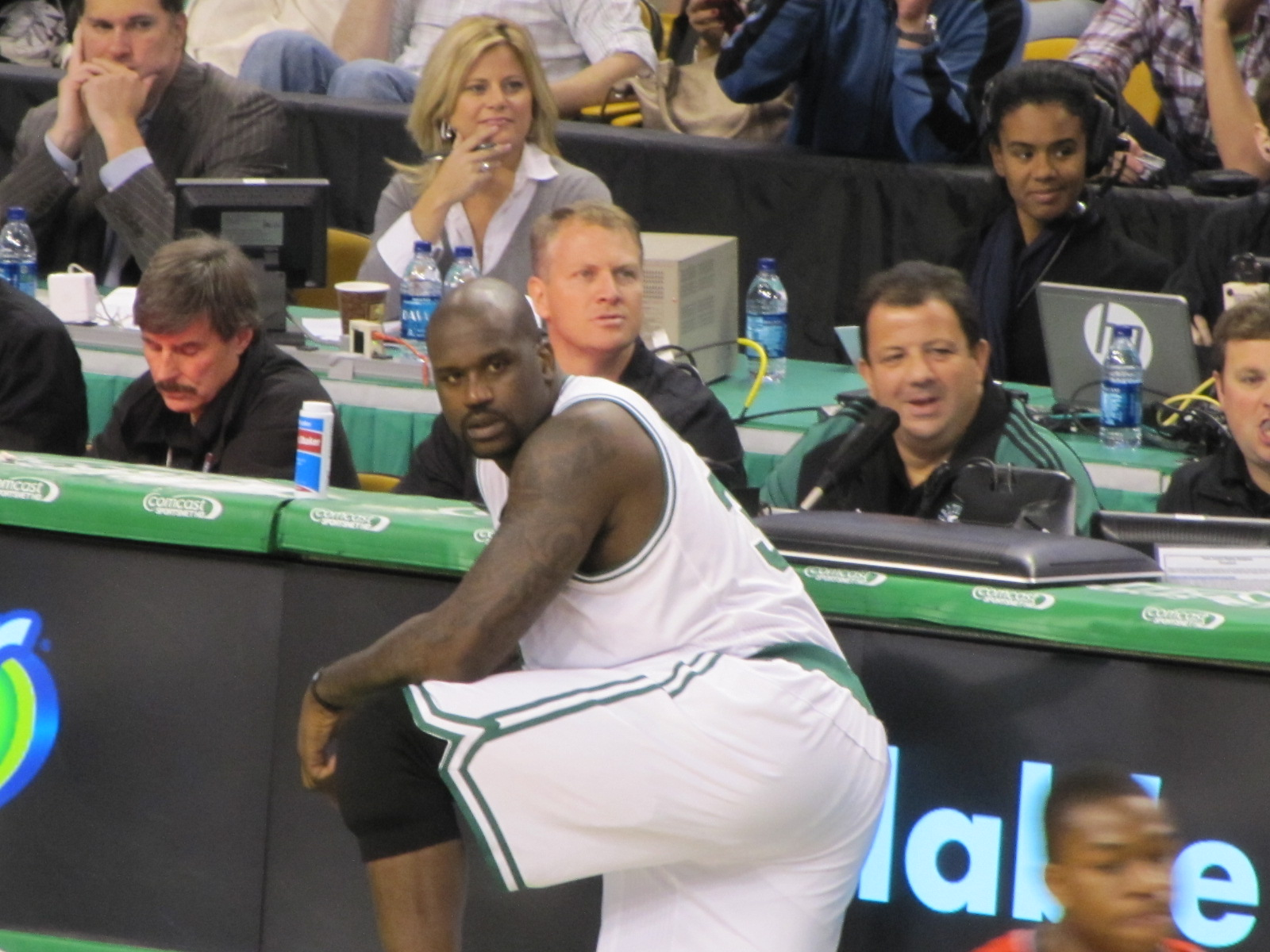
キャリア晩年のボストン・セルティックスでのオニール

2010年にボストン・セルティックスに移籍。しかし、慢性的な膝の怪我で欠場が多く、衰えも隠せなかった。チームはプレーオフ・カンファレンスセミファイナルでレブロン・ジェームズ、ドウェイン・ウェイド、クリス・ボッシュのビッグスリー擁するマイアミ・ヒートになすすべなく破れた。そしてオニールも膝だけでなくアキレス腱も痛めるなど満身創痍の状態で殆ど出場機会もなく、プレーオフ敗退後にドック・リバースHCから "引退勧告" を受けた。

### 現役引退
2011年6月1日、フロリダ州オーランドの自宅から、自身のツイッターで19年にわたる現役生活からの引退を表明した。
オニールが引退を表明して間もなく、ロサンゼルス・レイカーズは、オニールが着けていた背番号「34」を永久欠番にすると発表した。
通算得点で歴代6位の2万8596得点、通算リバウンド数で歴代12位の1万3099本、通算フィールドゴール成功率（2000ゴール以上）はアーティス・ギルモアに次ぐ歴代2位の58.2%。なお、苦手としていたフリースローの成功率は52.7%だった。
2013年4月2日、ロサンゼルス・レイカーズ時代に着けていた背番号「34」が永久欠番になるセレモニーが、ステイプルズ・センターで行われた。
2016年2月9日、マイアミ・ヒートは、オニールがヒート在籍中に着用していた背番号「32」を永久欠番にすると発表。12月22日のロサンゼルス・レイカーズ戦で授与式が執り行われた。
2017年3月24日、ステイプルズ・センターにおいて、自身がダンクシュートを決める場面（後述のSHAQ ATTACK）を形取った銅像の除幕式が行われた。
2024年1月4日、オーランド・マジックは、オニールがマジック時代に着用していた背番号「32」を球団史上初の永久欠番にすると発表した。

## 個人成績

### NBA

#### レギュラーシーズン
| シーズン     | チーム       | GP    | GS    | MPG  | FG%   | 3P%  | FT%  | RPG  | APG | SPG | BPG | PPG   |
| ------------ | ------------ | ----- | ----- | ---- | ----- | ---- | ---- | ---- | --- | --- | --- | ----- |
| 1992–93      | ORL          | 81    | 81    | 37.9 | .562  | .000 | .592 | 13.9 | 1.9 | .7  | 3.5 | 23.4  |
| 1993–94      | ORL          | 81    | 81    | 39.8 | .599* | .000 | .554 | 13.2 | 2.4 | .9  | 2.8 | 29.3  |
| 1994–95      | ORL          | 79    | 79    | 37.0 | .583  | .000 | .533 | 11.4 | 2.7 | .9  | 2.4 | 29.3* |
| 1995–96      | ORL          | 54    | 52    | 36.0 | .573  | .500 | .487 | 11.0 | 2.9 | .6  | 2.1 | 26.6  |
| 1996–97      | LAL          | 51    | 51    | 38.1 | .557  | .000 | .484 | 12.5 | 3.1 | .9  | 2.9 | 26.2  |
| 1997–98      | LAL          | 60    | 57    | 36.3 | .584* | ---  | .527 | 11.4 | 2.4 | .6  | 2.4 | 28.3  |
| 1998–99      | LAL          | 49    | 49    | 34.8 | .576* | .000 | .540 | 10.7 | 2.3 | .7  | 1.7 | 26.3  |
| 1999–00      | LAL          | 79    | 79    | 40.0 | .574* | .000 | .524 | 13.6 | 3.8 | .5  | 3.0 | 29.7* |
| 2000–01      | LAL          | 74    | 74    | 39.5 | .572* | .000 | .513 | 12.7 | 3.7 | .6  | 2.8 | 28.7  |
| 2001–02      | LAL          | 67    | 66    | 36.1 | .579* | .000 | .555 | 10.7 | 3.0 | .6  | 2.0 | 27.2  |
| 2002–03      | LAL          | 67    | 66    | 37.8 | .574  | ---  | .622 | 11.1 | 3.1 | .6  | 2.4 | 27.5  |
| 2003–04      | LAL          | 67    | 67    | 36.8 | .584* | ---  | .490 | 11.5 | 2.9 | .5  | 2.5 | 21.5  |
| 2004–05      | MIA          | 73    | 73    | 34.1 | .601* | ---  | .461 | 10.4 | 2.7 | .5  | 2.3 | 22.9  |
| 2005–06      | MIA          | 59    | 58    | 30.6 | .600* | ---  | .469 | 9.2  | 1.9 | .4  | 1.8 | 20.0  |
| 2006–07      | MIA          | 40    | 39    | 28.4 | .591  | ---  | .422 | 7.4  | 2.0 | .2  | 1.4 | 17.3  |
| 2007–08      | MIA          | 33    | 33    | 28.6 | .581  | ---  | .494 | 7.8  | 1.4 | .6  | 1.6 | 14.2  |
| 2007–08      | PHX          | 28    | 28    | 28.7 | .611  | ---  | .513 | 10.6 | 1.7 | .5  | 1.2 | 12.9  |
| 2008–09      | PHX          | 75    | 75    | 30.0 | .609* | .000 | .595 | 8.4  | 1.7 | .6  | 1.4 | 17.8  |
| 2009–10      | CLE          | 53    | 53    | 23.4 | .566  | .000 | .496 | 6.7  | 1.5 | .3  | 1.2 | 12.0  |
| 2010–11      | BOS          | 37    | 36    | 20.3 | .667  | ---  | .557 | 4.8  | .7  | .4  | 1.1 | 9.2   |
| 通算         | 通算         | 1,207 | 1,197 | 34.7 | .582  | .045 | .527 | 10.9 | 2.5 | .6  | 2.3 | 23.7  |
| オールスター | オールスター | 12    | 9     | 22.8 | .551  | .000 | .452 | 8.1  | 1.4 | 1.1 | 1.6 | 16.8  |

#### プレーオフ
| シーズン | チーム | GP  | GS  | MPG  | FG%  | 3P% | FT%  | RPG  | APG | SPG | BPG | PPG  |
| -------- | ------ | --- | --- | ---- | ---- | --- | ---- | ---- | --- | --- | --- | ---- |
| 1994     | ORL    | 3   | 3   | 42.0 | .511 | --- | .471 | 13.3 | 2.3 | .7  | 3.0 | 20.7 |
| 1995     | ORL    | 21  | 21  | 38.3 | .577 | --- | .571 | 11.9 | 3.3 | .9  | 1.9 | 25.7 |
| 1996     | ORL    | 12  | 12  | 38.3 | .606 | --- | .393 | 10.0 | 4.6 | .8  | 1.2 | 25.8 |
| 1997     | LAL    | 9   | 9   | 36.2 | .514 | --- | .610 | 10.6 | 3.2 | .6  | 1.9 | 26.9 |
| 1998     | LAL    | 13  | 13  | 38.5 | .612 | --- | .503 | 10.2 | 2.9 | .5  | 2.6 | 30.5 |
| 1999     | LAL    | 8   | 8   | 39.4 | .510 | --- | .466 | 11.6 | 2.3 | .9  | 2.9 | 26.6 |
| 2000     | LAL    | 23  | 23  | 43.5 | .566 | --- | .456 | 15.4 | 3.1 | .6  | 2.4 | 30.7 |
| 2001     | LAL    | 16  | 16  | 42.3 | .555 | --- | .525 | 15.4 | 3.2 | .4  | 2.4 | 30.4 |
| 2002     | LAL    | 19  | 19  | 40.8 | .529 | --- | .649 | 12.6 | 2.8 | .5  | 2.5 | 28.5 |
| 2003     | LAL    | 12  | 12  | 40.1 | .535 | --- | .621 | 14.8 | 3.7 | .6  | 2.8 | 27.0 |
| 2004     | LAL    | 22  | 22  | 41.7 | .593 | --- | .429 | 13.2 | 2.5 | .3  | 2.8 | 21.5 |
| 2005     | MIA    | 13  | 13  | 33.2 | .558 | --- | .472 | 7.8  | 1.9 | .4  | 1.5 | 19.4 |
| 2006     | MIA    | 23  | 23  | 33.0 | .612 | --- | .374 | 9.8  | 1.7 | .5  | 1.5 | 18.4 |
| 2007     | MIA    | 4   | 4   | 30.3 | .559 | --- | .333 | 8.5  | 1.3 | .2  | 1.5 | 18.8 |
| 2008     | PHX    | 5   | 5   | 30.0 | .440 | --- | .500 | 9.2  | 1.0 | 1.0 | 2.6 | 15.2 |
| 2010     | CLE    | 11  | 11  | 22.1 | .516 | --- | .660 | 5.5  | 1.4 | .2  | 1.2 | 11.5 |
| 2011     | BOS    | 2   | 0   | 6.0  | .500 | --- | .000 | .0   | .5  | .5  | .0  | 1.0  |
| 通算     | 通算   | 216 | 214 | 37.5 | .563 | --- | .504 | 11.6 | 2.7 | .5  | 2.1 | 24.3 |

## 獲得タイトルその他

### タイトル
- NBAチャンピオン：2000年、2001年、2002年、2006年
- 得点王（1試合平均）：1995年（29.3）、2000年（29.7）
- シーズン通算最多得点：1995年（2315）、1999年（1289）、2000年（2344）
- シーズン最多フィールド・ゴール：1994年（953）、1995年（930）、1999年（510）、2000年（956）、2001年（813）
- フィールド・ゴール%：1994年（.599）、1998年（.584）、1999年（.576）、2000年（.574）、2001年（.572）、2002年（.579）、2004年（.584）、2005年（.601）、2006年（.600）

### 記録
- フィールド・ゴール成功率のタイトルを9回獲得、または5年連続獲得しているのはNBA史上ウィルト・チェンバレンとオニールのみ。
- 史上初となる13年連続で1シーズン平均20得点10リバウンドを記録（チェンバレン、カリーム・アブドゥル＝ジャバー、アキーム・オラジュワンは12年連続で2位）。
- プレイオフ史上唯一、通算記録がフィールド・ゴール55％以上で4,700得点、2,200リバウンド、500アシスト、400ブロック、100スティールに達している。
- 史上4人いる、14年連続でオールスターに選出された1人（ジェリー・ウェスト、カール・マローン、コービー・ブライアント）。
- 1973-74シーズンにリーグが公式にブロックショットを記録し始めて以来、史上3人目となる通算24,500得点、11,000リバウンド、2,600アシスト、2,300ブロックを記録（先の2人はジャバーとオラジュワン）。
- 史上5人いる、ファイナルMVPを3回受賞した1人で、3年連続受賞はマイケル・ジョーダンとオニールのみ（他の3人は、マジック・ジョンソンとティム・ダンカンとレブロン・ジェームズ）。
- 史上初となるルーキーでシーズン開幕第1週の週間MVP選出。
- プレイオフ記録
  - 通算フリースロー最多試投：2,085
  - 1ハーフ・フリースロー最多試投：27（2000年5月20日ブレイザーズ戦）
  - 1クォーター・フリースロー最多試投：25（2000年5月20日ブレイザーズ戦）
- ファイナル記録
  - 4ゲーム・シリーズ最多得点：145（2002年）
  - 4ゲーム・シリーズ最多フリースロー成功：45（2002年）
  - 4ゲーム・シリーズ最多フリースロー試投：68（2002年）
  - 4ゲーム・シリーズ最多ブロック：11（2002年）
  - 1試合最多ブロック※：8（2001）※パトリック・ユーイング、ティム・ダンカンと並ぶタイ記録
  - 1ハーフ最多フリースロー成功：13（2000年）
  - 1クォーター最多フリースロー成功※：9（2000年）※アレン・アイバーソンと並ぶタイ記録
  - 1試合最多フリースロー試投：39（2000年）
  - 1クォーター最多フリースロー試投：16（2000年、2002年）
- チーム記録
  - マジック
    - 1試合最多リバウンド：28（1993年）
    - 1試合最多ブロック：15（1993年）

  - レイカーズ
    - シーズン最多オフェンシブ・リバウンド：336 (1999-2000)
    - プレイオフ通算最多オフェンシブ・リバウンド：561
    - プレイオフ1試合最多オフェンシブ・リバウンド：11（2001年）
    - 1試合最多フリースロー試投：31（1999年）
    - プレイオフ1試合最多フリースロー試投：39（2000年）
    - 1ハーフ最多フリースロー試投：20（2002）
    - プレイオフ1ハーフ最多フリースロー試投：22（2000年）
    - プレイオフ1クォーター最多フリースロー試投：16（2000年）

  - ヒート
    - プレイオフ1クォーター最多フリースロー試投※：10（2006年）※ラマー・オドムと並ぶタイ記録

- 最高の選手の1人と言われるオニールだが、彼の所属するチームはプレイオフで対戦チームに1勝も出来ずに全敗する事が多い。
  - オーランド時代
    - 1994年プレイオフ　1回戦　インディアナ対オーランド　0勝3敗で敗北
    - 1995年プレイオフ　ファイナル　ヒューストン対オーランド　0勝4敗で敗北
    - 1996年プレイオフ　3回戦　シカゴ対オーランド　0勝4敗で敗北

  - ロサンゼルス時代
    - 1998年プレイオフ　3回戦　ユタ対レイカーズ　0勝4敗で敗北
    - 1999年プレイオフ　2回戦　サンアントニオ対レイカーズ　0勝4敗で敗北

  - マイアミ時代
    - 2007年プレイオフ　1回戦　シカゴ対マイアミ　0勝4敗で敗北

### その他の業績
- オールスター戦出場15回：1993年、1994年、1995年、1996年、1997年、1998年、2000年、2001年、2002年、2003年、2004年、2005年、2006年、2007年、2009年
- ヒートでファイナルに進出し、ゲイリー・ペイトンと共に、異なる3つのチームでファイナルに出場した史上11、12番目の選手となった。
- レギュラー・シーズンで40得点以上を記録したのは48回。50得点以上が3回。60得点以上も1回。
- 2000年12月8日の試合ではフリースロー全11投を全て外し、ウィルト・チェンバレンが持っていた10投の記録を更新した。

## その他
- 2005年にフェニックス大学でMBAを取得[15]。
- 2011年にニューヨークフィルムアカデミーの映画監督コースを卒業。
- ニックネームは「Shaq（シャック）」のほかに、「The Diesel（ディーゼル）」、「The Big Aristotle（大きなアリストテレス）」、「 The Big Baryshnikov（大きなバリシニコフ）」、「M.D.E (Most Dominant Ever)」、「Superman」、「Big Easy 」、「The Big Daddy」、「黒いハリケーン」、「ジェントル・ジャイアント」など。2005年にMBAを取得したので「Doctor Shaq」と自分で言うこともある。
- 現役時代に不仲説が絶えなかった主な選手として、アンファニー・ハーダウェイ、コービー・ブライアント、スティーブ・ナッシュなどが挙げられている。もっとも現在はそれぞれ和解しており、お互いを認めあう関係だという。
- 特にレイカーズ在籍時のシャックとコービーはロッカー内で発した互いの軽口や冗談から喧嘩に発展するなど険悪な関係だったが、上記の通り両者の引退時には既に和解しており、2020年のコービーのヘリコプター事故死の際は悲しみに暮れるファンの前に現れてシャック自らコービーチャントを先導し、コービーとともに事故死したジアナに対して「コービーは俺の弟だから、君は俺の姪だ。俺の事は伯父さんと呼んでくれ」と話したエピソードを紹介している[16]。
- プロ入り当時をオーランド・マジックで過ごしていたこともあり、フロリダ州オーランドに、プール付きの大豪邸を所有している。隣人にはタイガー・ウッズ、マイケル・ジョーダン、グラント・ヒル、ヴィンス・カーター、トレイシー・マグレディなどがいる。ロサンゼルス・レイカーズ時代に利用していたロサンゼルス市内の借家は、2004年に氷室京介が700万ドルで購入した。またマイアミ・ヒート時代に利用していたマイアミ市内の借家は、元ヒート選手のロニー・サイカリーの自宅だった。
- 自宅に「シャックの親戚」と名乗る人がやたら訪れるので、自分が不在の時も常に家は開けっ放しで食べ物や飲み物が大量に用意してある。シャックは「自称親戚」を追い返したりはせず、その面倒見のよさから「ビッグ・ダディー」と呼ばれることもある。
- 靴のサイズはUSAサイズで23。日本サイズでは約41.0cmである。
- 姚明とは仲が良い。ヤオがリーグに加入した頃は姚を評価していなかったが、最近ではオニールは姚の両親と会ったり、姚を高く評価するコメントを多く残している。
- 現役時代に対戦した選手で印象に残った選手に、パトリック・ユーイング、アキーム・オラジュワン、デビッド・ロビンソン、リック・スミッツなどを挙げている。オニールは、「彼らのおかげで、自分は大きく成長することができたんだ」と語っている。
- とにかく、なんとしても優勝したい、喉から手が出るほどチャンピオン・リングが欲しい、というベテラン選手は、オニールがいるチームに移籍したいということが多い。オニールがいるチームを優勝候補から外すことはできないからである。ゲイリー・ペイトンの夢はレイカーズではかなわなかったがヒートで優勝した。しかし、カール・マローンは自身のファイナルでの不調もあり長年プレーしてきたユタ・ジャズを離れてレイカーズに加入したがとうとう優勝できずに引退している。
- 2000年12月にルイジアナ州立大学を卒業、背番号「33」は大学の永久欠番となっている。
- 公式試合でゴールを2回壊したことがある。1度目は天井から吊るされた支柱が折れて危うくバックボードの下敷きになるところであった。2度目は垂直に立つ支柱を支えるフレームが壊れ収納する状態になった。またヒート時代にも2度目の様になりかけたこともある。現在は構造が改良されたため、よほどのことがない限りゴールが壊れることはない。
- FG成功率よりもFT成功率の方が低いという特異な成績は有名だが、長年チームの中心として活躍したが故にチーム成績にも大きな影響を与えており、シャックが在籍したチームはFG成功率では安定して上位に入る一方でFT成功率は漏れなく下位（2008年に途中加入したサンズと現役最終年のセルティックスを除いてチームのFT成功率は全て20位以下）に低迷するという極端な成績がチームにも大きく反映されていた。なおフリースローについては自身でも弱点として認識しており、引退後のインタビューで「想像してくれよ。俺がステフィン・カリーみたいにフリースローを決めたら、もっともっとヤバい選手だったはずだ。マイケル・ジョーダンやウィルト・チェンバレンを超えて、史上最高の選手になっていたと思う。でも、弱点があったおかげで謙虚なままでいられたんだ」と語っている[17]。
- 現役時代の2008年のオフに、マイアミからフェニックスへの移籍に伴う急な転居によって家財を1から揃えなければならないところ、ウォルマートで約7万ドル（当時の為替レートで日本円換算にして740万円）の買い物をしようとしたが、クレジットカードを使用しようとした時にあまりの金額にエラーが起こった。程無くして駆け付けたセキュリティ担当者にカードの不正利用を疑われ、事情と自分の正体を伝えたことでようやく解放された[18]。この騒動はアメリカ国内のニュースとしても伝えられ、一時全米で話題となった。
- 大のWWE好きとしても知られ、たびたびPPVの会場に足を運んでいる。さらに2009年7月27日のRAWで番組ホストを務めた。当時統一タッグ王者のクリス・ジェリコをクリスティーナ、ビッグ・ショーを太っちょと挑発し、メイン戦のジェリコ＆ビッグ・ショーvsクライム・タイムの特別審判員を務めた。王者組の反則負けで試合は終わったが試合後にビッグ・ショーとの対戦が開始し、クライム・タイムの援護もあり、勝利した。
- 総合格闘技のテレビゲーム、「UFC Undisputed 2010」に隠し選手として登場している。
- 2013年よりサクラメント・キングスの共同オーナーを務めていたが[19]、2021年8月にキングスの持ち株を売却している[20][21]。
- 自分の実力に関しては「神がボクに与えたのは48%の才能であり、あとの52%は努力で得たもの」と語っている[22]。
- 巨体のため一時期は睡眠時無呼吸症候群で命の危機に瀕していた。
- 2018年から世界最大のクルーズ企業のカーニバル・クルーズのCFO(Chief Fun Officer)に任命され広告塔となっている。

## 出演した映画
1. ハード・チェック (1994)  …ゴールデンラズベリー賞 最低新人賞にノミネートされた。
2. ミラクル・アドベンチャー/カザーン (Kazaam、1996)
3. Good Burger (1997)
4. スティール (Steel、1997) …ゴールデンラズベリー賞 最低主演男優賞にノミネートされた。劇中では、フリースローの下手さを自嘲する場面がある。
5. ラストゲーム (1998)
6. ザ・ウォッシュ (2001)
7. フレディのワイセツな関係 (2001)
8. ダイヤモンド・イン・パラダイス (2004)
9. 最終絶叫計画4 (2006)
10. キューティ・バニー (2008)
11. スマーフ2 アイドル救出大作戦! (2011)
12. ジャックとジル (2011)
13. アダルトボーイズ遊遊白書 (2013)
14. LEGO ムービー (2014)
15. 子連れじゃダメかしら? (2014)
16. アンクルドリュー(2018)
17. ハート・オブ・マン (2019)
18. ヒュービーのハロウィーン (2020)

## ディスコグラフィー
1. Shaq Diesel (1993, プラチナム・アルバムとして認定された)
2. Shaq Fu - Da Return (1994, ゴールドアルバムとして認定された。また、同名のオニールを主役とした格闘ゲームがアメリカでエレクトロニック・アーツよりリリースされている。)
3. The Best of Shaquille O'Neal (1996)
4. You Can't Stop the Reign (1996)
5. Respect (1998)
6. Presents His Superfriends, Vol. 1 (2001)